# Matthew Davis

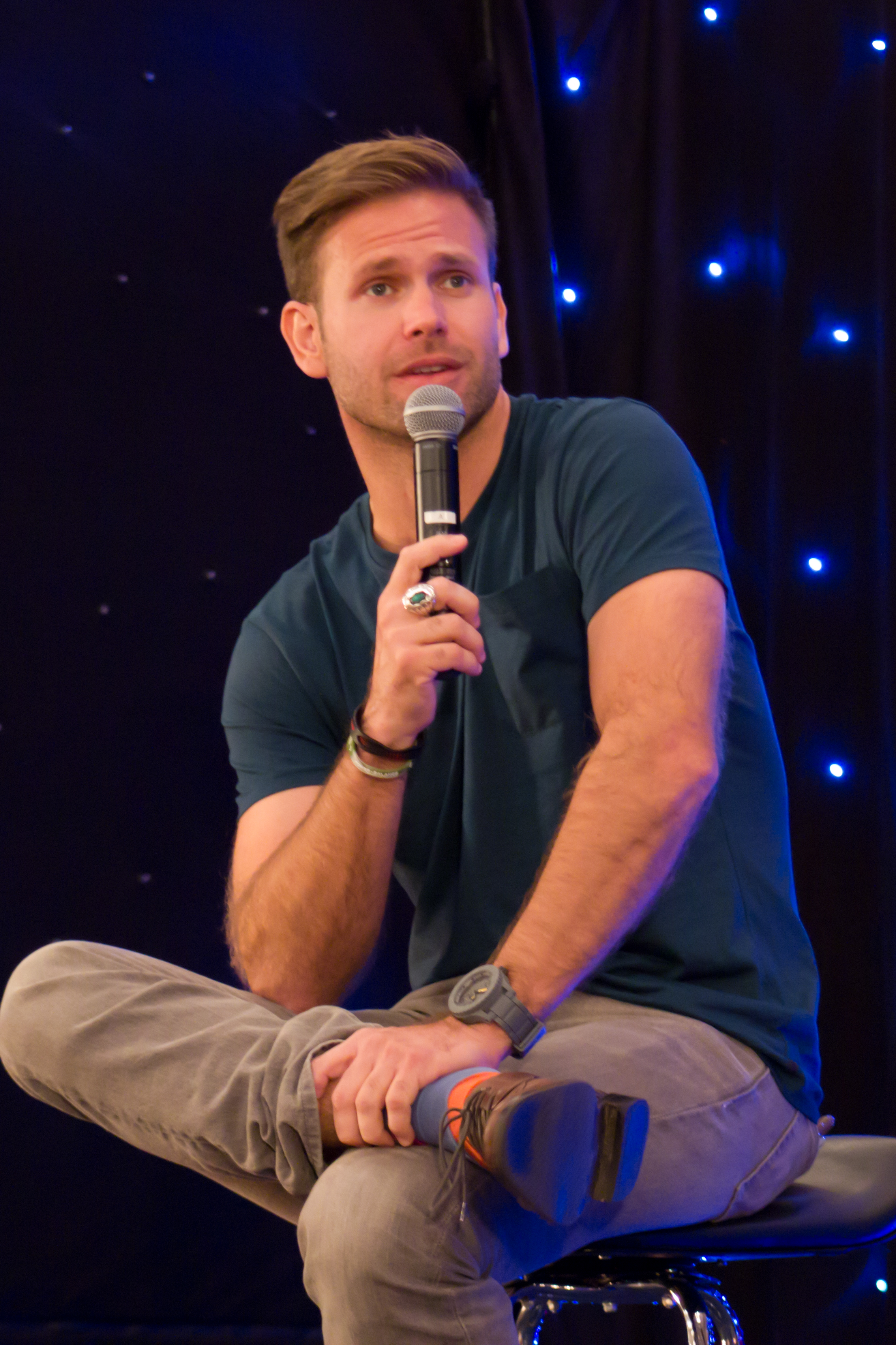
Matthew Davis, 2013

Matthew W. Davis (* 8. Mai 1978 in Salt Lake City, Utah) ist ein US-amerikanischer Schauspieler.

## Leben
Matthew Davis besuchte die Woods Cross High School in Woods Cross, Utah, und die University of Utah, wo er sein Interesse für die Schauspielerei entdeckte. Er zog zunächst nach New York City und später nach Los Angeles. Dort arbeitete er anfänglich als Pizzabote.
2000 hatte er sein Filmdebüt in Tigerland an der Seite von Colin Farrell. Weitere Filmangebote folgten, so eine Rolle in der Filmkomödie Natürlich blond an der Seite von Reese Witherspoon. Außerdem spielt er seit 2009 in der US-amerikanischen Mysteryserie Vampire Diaries den Geschichtslehrer Alaric Saltzman an der Highschool von Mystic Falls. Im Jahr 2012 bekam er die Rolle des Jeff Sefton in der Dramaserie Cult.
Matthew Davis heiratete im September 2008 die Schauspielerin Leelee Sobieski. Ein Jahr später trennten sich die beiden.

## Filmografie
- 2000: Tigerland
- 2000: Düstere Legenden 2 (Urban Legends: Final Cut)
- 2001: Pearl Harbor
- 2001: Natürlich blond (Legally Blonde)
- 2002: Cowboys und Idioten (Lone Star State of Mind)
- 2002: Blue Crush
- 2004: Shadow of Fear
- 2002: Below
- 2005: Into the Sun – Im Netz der Yakuza (Into the Sun)
- 2005: BloodRayne
- 2006: Bottoms Up
- 2007: Wasting Away – Zombies sind auch nur Menschen (Wasting Away)
- 2006–2007: What About Brian (Fernsehserie, 24 Folgen)
- 2008: Law & Order: Special Victims Unit (Fernsehserie, Folge 9x18 Erpresst)
- 2009: In Plain Sight – In der Schusslinie (In Plain Sight, Fernsehserie, Folge 2x04 Verschüttet)
- 2009: S. Darko – Eine Donnie Darko Saga (S. Darko)
- 2009–2010: Damages – Im Netz der Macht (Damages, Fernsehserie, 5 Folgen)
- 2009–2017: Vampire Diaries (The Vampire Diaries, Fernsehserie, 99 Folgen)
- 2010: Waiting for Forever
- 2013: Cult (Fernsehserie, 13 Folgen)
- 2013–2014: CSI: Vegas (CSI: Crime Scene Investigation, Fernsehserie, 3 Folgen)
- 2017–2018: The Originals (The Originals; Fernsehserie, 3 Folgen)
- 2018–2022: Legacies (Fernsehserie)